# Leptodesmus ornatus
Leptodesmus ornatus är en mångfotingart som beskrevs av Kraus 1954. Leptodesmus ornatus ingår i släktet Leptodesmus och familjen Chelodesmidae. Inga underarter finns listade i Catalogue of Life.